# Luftflotte
Luftflotte (svenska: flygflotta) var tyska Luftwaffes organisatoriska motsvarighet till en armé under andra världskriget. En Luftflotte var ett eget flygvapen med jaktflyg, bombflyg, spaningsflyg, markattack och andra förband. Vid krigets början fanns fyra flygflottor, vid krigets slut sju. Under varje flygflotta lydde flera flygflottkårer, eventuella avdelta flygeskadrar samt ett antal Luftgaukommandos. Strax före krigsutbrottet bestod varje luftflotta av 1 500 flygplan.

## Förband
Följande Luftflotten sattes upp under andra världskriget.
- Luftflotte 1
- Luftflotte 2
- Luftflotte 3
- Luftflotte 4
- Luftflotte 5
- Luftflotte 6
- Luftflotte 10
- Luftflotte Reich